# Майборода Дмитро Олександрович
Дмитро́ Олекса́ндрович Ма́йборода (17 квітня 1980, Вінниця — 14 липня 2014, Краснодонський район, Луганська область) — український військовий пілот, підполковник Збройних сил України. Командир екіпажу літака Ан-26 з 456-ї окремої бригади військово-транспортної авіації (Вінниця). Герой України.

## Біографія
Навчався у вінницьких середніх загальноосвітніх школах № 4 і № 26. У 2001 році закінчив Харківський інститут льотчиків (нині — Харківський національний університет повітряних сил імені Івана Кожедуба). Військову службу проходив у 456-й окремій бригаді військово-транспортної авіації Повітряних сил Збройних сил України, що дислокується у аеропорту «Вінниця» (Гавришівка), де обіймав посаду начальника служби безпеки польотів.
Командир екіпажу літака Ан-26 Дмитро Майборода з травня по липень 2014 року виконав 35 бойових вильотів для перевезення військових, озброєння, матеріально-технічних засобів в зону АТО на Донбасі, проводив евакуацію поранених та хворих.
Загинув 14 липня 2014 року в Краснодонському районі Луганської області, коли його літак був підбитий. Він разом з помічником командира екіпажу майором Дмитром Шкарбуном до останнього керував літаком, що дозволило іншим членам екіпажу евакуюватися.
Похований на Алеї Слави Центрального кладовища Вінниці.

### Обставини загибелі
14 липня 2014 року, під час другого за день вильоту в зону АТО, екіпаж Ан-26 мав десантувати парашутним способом воду й продукти в підрозділи Сухопутних військ, які були відрізані від основних сил і перебували в оточенні в Краснодонському районі Луганської області. На відстані приблизно 5 км від російського кордону на висоті 6 500 метрів літак було атаковано, імовірно, керованою ракетою типу «повітря-повітря». Унаслідок влучання лівий двигун та електрообладнання відмовили. Командир екіпажу майор Майборода разом з помічником командира майором Дмитром Шкарбуном до останнього намагались утримати літак від зривання в штопор. Решті членів екіпажу було наказано залишити літак. Всього на борту було вісім осіб, вижили лише шестеро. Обидва пілоти загинули, ціною власного життя вони відвели літак від населеного пункту Давидо-Микільське. Члени екіпажу, зокрема бортрадист Сергій Олесюк понад добу виходили ворожим тилом, після чого були евакуйовані на підконтрольну Україні територію.

## Нагороди
- Звання Герой України з удостоєнням ордена «Золота Зірка» (4 грудня 2014, посмертно) — за виняткову мужність і самопожертву, виявлені у захисті державного суверенітету та територіальної цілісності Української держави, вірність військовій присязі[3]
- Відзнаки міністерства оборони України — медалі «15 років Збройним Силам України», «За сумлінну службу» III ст.

## Вшанування пам'яті
- У 2015 році Укрпошта випустила художній маркований конверт серії «Героям Слава!», присвячений Герою України майору Дмитру Майбороді.[4]
- Наказом Міністра оборони України від 17.04.2015 № 261 майору Дмитру Майбороді посмертно присвоєно чергове військове звання «підполковник»[5][6]
- 30 квітня 2015 року на фасаді школи № 26 Вінницької міської ради на честь Героя, колишнього випускника навчального закладу, було відкрито меморіальну дошку.[7][8]
- 14 липня 2015 року на території військового аеродрому 456-ї бригади транспортної авіації відбулося відкриття пам'ятного комплексу, який присвячений Дмитру Майбороді та Дмитру Шкарбуну.[9]
- 20 серпня 2015 року в музеї Повітряних Сил України відкрили погруддя Костянтину Могилку та Дмитру Майбороді.[10]
- 18 листопада 2015 року Президент України Петро Порошенко видав указ, яким з метою увічнення пам'яті Героя України підполковника Майбороди Дмитра Олександровича, ураховуючи його особливі заслуги перед Батьківщиною, мужність та героїзм, незламність духу в боротьбі за незалежну Українську державу та зважаючи на високий професіоналізм, зразкове виконання поставлених завдань особовим складом 456 гвардійської бригади транспортної авіації Повітряних Сил Збройних Сил України постановив присвоїти літаку Ан-26 (бортовий номер 35) 456 гвардійської бригади транспортної авіації Повітряних Сил Збройних Сил України ім'я Дмитра Майбороди[11]
- У його рідній Вінниці є вулиця Дмитра Майбороди[12].
- 14 червня 2016 року у Вінниці відкрито меморіальну дошку на честь Костянтина Могилка та Дмитра Майбороди[13].
- 23 серпня 2019 року 456-та бригада транспортної авіації отримала почесне найменування «імені Дмитра Майбороди».[14]